# Homalobus debilis
Homalobus debilis là một loài thực vật có hoa trong họ Đậu. Loài này được (Nutt.) Rydb. mô tả khoa học đầu tiên năm 1913.